# Philaenus
Philaenus is een geslacht van halfvleugeligen uit de familie Aphrophoridae. De wetenschappelijke naam van dit geslacht is voor het eerst geldig gepubliceerd in 1864 door Stål.

## Soorten
Het geslacht Philaenus omvat de volgende soorten:
- Philaenus abieti (Matsumura, 1904)
- Philaenus affinis (Costa, 1836)
- Philaenus arisanus Matsumura, 1940
- Philaenus arslani Abdul-Nour & Lahoud, 1996
- Philaenus bifasciatus Melichar, 1902
- Philaenus bimaculatus (Schrank (von), 1801)
- Philaenus brevistriga (Walker, 1858)
- Philaenus castaneus Kato, 1933
- Philaenus chinensis Zachvatkin, 1936
- Philaenus communimacula (Costa, 1834)
- Philaenus ferrugineus Melichar, 1902
- Philaenus flavovittatus Kato, 1933
- Philaenus fuscovarius Stål, 1864
- Philaenus fuscus (Matsumura, 1903)
- Philaenus glabifrons (Matsumura, 1904)
- Philaenus griseus (Costa, 1836)
- Philaenus guttatus (Matsumura, 1904)
- Philaenus haupti Zachvatkin, 1925
- Philaenus hoffmanni (Metcalf & Horton, 1934)
- Philaenus ikumae (Matsumura, 1915)
- Philaenus impictifrons Horváth, 1911
- Philaenus intermedius (Lallemand, 1927)
- Philaenus italosignus Drosopoulos & Remane, 2000
- Philaenus karafutonis Matsumura, 1940
- Philaenus laetus (Jacobi, 1943)
- Philaenus leucophthalmus (Linné, 1758)
- Philaenus loukasi Drosopoulos & Asche, 1991
- Philaenus maculosus (Walker, 1858)
- Philaenus maghresignus Drosopoulos & Remane, 2000
- Philaenus minutus Kato, 1933
- Philaenus mushanus Matsumura, 1940
- Philaenus nigripectus (Matsumura, 1903)
- Philaenus nigritus (Matsumura, 1911)
- Philaenus okamotonis Matsumura, 1940
- Philaenus olivetorum (Costa, 1836)
- Philaenus onsenjiana (Matsumura, 1942)
- Philaenus pallidus (Melichar, 1903)
- Philaenus parallelus Stearns, 1918
- Philaenus parvulus (Lallemand, 1927)
- Philaenus quadriguttatus (Weber, 1801)
- Philaenus sachalinensis (Matsumura, 1915)
- Philaenus scutellatus Kato, 1933
- Philaenus signatus Melichar, 1896
- Philaenus spumarius (Linné, 1758)
- Philaenus suturalis Kusnezov, 1932
- Philaenus tarifa Remane & Drosopoulos, 2001
- Philaenus tesselatus Melichar, 1899
- Philaenus xanthaspis Berg, 1884